# Beulah Garrick
Beulah Garrick (* 12. Juni 1921 in Nottingham, England) ist eine britisch-amerikanische Schauspielerin.

## Leben
Beulah Garrick, die 1955 ihr Fernsehdebüt gab, spielte 1975 an der Seite von Al Pacino in Hundstage die Margaret. Von 1981 bis 1983 war sie als Mrs. Renfield in der US-Soap Springfield Story zu sehen. Danach zog sich die Schauspielerin vom Bildschirm zurück. Sie war mit dem Bühnenschauspieler Bernard Pollock verheiratet und lebte zuletzt in East Hampton und New York City.

## Filmografie
- 1955: Robert Montgomery Presents / Lucky Strike Theater / Montgomery’s Summer Stock / The Robert Montgomery Summer Theater – Bella Fleace Gave a Party (Fernsehserie, 1 Folge)
- 1955: The Alcoa Hour – The Black Wings (1 Folge)
- 1956: Ford Star Jubilee: This Happy Breed
- 1958: Hallmark Hall of Fame / Hallmark Television Playhouse – Johnny Belinda (Fernsehserie, 1 Folge)
- 1959: The DuPont Show of the Month – Oliver Twist (Fernsehserie, 1 Folge)
- 1960: Mrs. Miniver
- 1965: Hallmark Hall of Fame / Hallmark Television Playhouse – Inherit the Wind (Fernsehserie, 1 Folge)
- 1971: The Pursuit of Happiness
- 1975: Hundstage (Dog Day Afternoon)
- 1981–1983: Springfield Story